# Mazatlán FC
Mazatlán Fútbol Club – meksykański klub piłkarski z siedzibą w mieście Mazatlán, w stanie Sinaloa. Występuje w rozgrywkach Liga MX. Domowe mecze rozgrywa na obiekcie Estadio El Encanto.

## Historia
Klub powstał w czerwcu 2020, kiedy to zespół Monarcas Morelia przeniósł swoją licencję do miasta Mazatlán i zmienił nazwę na Mazatlán FC. Domowym obiektem drużyny został nowo wybudowany Estadio de Mazatlán (później znany pod nazwą Estadio El Encanto).

## Aktualny skład
Stan na 16 lutego 2025.
| Nr | Poz. | Piłkarz            |
| -- | ---- | ------------------ |
| 1  | BR   | Ricardo Gutiérrez  |
| 3  | OB   | Gustavo Sánchez    |
| 4  | PO   | Jair Díaz          |
| 5  | OB   | Facundo Almada     |
| 6  | PO   | Roberto Meraz      |
| 7  | NA   | Luis Amarilla      |
| 9  | NA   | Anderson Duarte    |
| 10 | PO   | Nicolás Benedetti  |
| 11 | NA   | Yoel Bárcenas      |
| 12 | OB   | Salvador Rodríguez |
| 13 | BR   | Hugo González      |
| 14 | NA   | Mauro Lainez       |

| Nr | Poz. | Piłkarz                      |
| -- | ---- | ---------------------------- |
| 15 | OB   | Bryan Colula                 |
| 16 | PO   | José Joaquín Esquivel        |
| 18 | PO   | Alan Torres                  |
| 19 | OB   | Lucas Merolla                |
| 22 | PO   | Rodolfo Pizarro              |
| 23 | PO   | Jordan Sierra                |
| 29 | NA   | Raúl Camacho                 |
| 30 | NA   | Yostin Valadez               |
| 31 | OB   | Ventura Alvarado             |
| 33 | OB   | Samir Caetano                |
| 34 | NA   | Omar Moreno                  |
| 35 | PO   | Jefferson Intriago (kapitan) |

## Trenerzy
- Francisco Palencia (2020)[3]
- Tomás Boy (2020–2021)[4]
- Beñat San José (2021–2022)[5]
- Christian Ramírez (2022)[6]
- Gabriel Caballero (2022–2023)[7]
- Christian Ramírez (2023)[8]
- Rubén Omar Romano (2023)[9]
- Ismael Rescalvo (2023–2024)[10]
- Gilberto Adame (2024)
- Víctor Manuel Vucetich (2024–2025)
- Robert Dante Siboldi (od 2025)